# Rotgschirr
Rotgschirr (tyska: Röllberg) är en bergstopp i Österrike.   Den ligger i distriktet Liezen och förbundslandet Steiermark, i den centrala delen av landet, 190 km väster om huvudstaden Wien. Toppen på Rotgschirr är 2 270 meter över havet, eller 370 meter över den omgivande terrängen. Bredden vid basen är 3,9 km.
Terrängen runt Rotgschirr är huvudsakligen bergig, men åt nordväst är den kuperad. Runt Rotgschirr är det ganska glesbefolkat, med 42 invånare per kvadratkilometer.. Närmaste större samhälle är Bad Aussee, 18,9 km sydväst om Rotgschirr. 
Trakten runt Rotgschirr består i huvudsak av gräsmarker.